# Визни режим Ирске
Визни режим Ирске представља политику државе у погледу захтева за улазак странаца на њену територију. Унутар Европске уније ова политика представља изузетак, заједно са визним режимом Уједињеног Краљевства и правилима путовања у специјалне територије Европске уније, у односу на визни режим Шенгенске зоне.
Ирска заједно са Уједињеним Краљевством спроводи Заједничко подручје путовања, зону без граничне и царинске контроле између две државе.
Одредбе визног режима не примењују се на држављане ЕУ и држављане држава чланица ЕЕП и Швајцарске. На њих се односи „Директива 2004/38” о слободи кретања.

## Безвизни режим
Носиоци обичних пасоша следећих држава и територија нису у обавези да прибаве визу за Ирску за боравак до 90 дана:
| - Андора - Антигва и Барбуда - Аргентина - Аустралија - Бахами - Барбадос - Белизе - Боливија - Боцвана - Бразил - Брунеј - Вануату - Ватикан - Гвајана - Гватемала - Гренада - Доминика - Ел Салвадор - Израел - Јапан - Јужна Африка - Јужна Кореја - Канада - Кирибати - Костарика - Лесото - Макао - Малдиви | - Малезија - Мексико - Монако - Науру - Никарагва - Нови Зеланд - Панама - Парагвај - Самоа - Сан Марино - Свазиленд - Света Луција - Свети Винсент и Гренадини - Свети Китс и Невис - Сејшели - Сингапур - Сједињене Америчке Државе - Соломонова Острва - Република Кина - Тонга - Тринидад и Тобаго - Тувалу - Уједињени Арапски Емирати - Уругвај - Фиџи - Хонг Конг - Хондурас - Чиле |

### Посебни програми
Држављани следећих држава могу ући у Ирску уколико поседују важећу искоришћену визу за Уједињено Краљевство:
| - Бахреин - Белорусија - Босна и Херцеговина - Индија - Казахстан - Катар | - Кина - Кувајт - Оман - Русија - Саудијска Арабија - Србија | - Тајланд - Турска - Узбекистан - Уједињени Арапски Емирати - Украјина - Црна Гора |  |

Држављани следећих држава ослобођени су плаћања таксе за ирску визу:
| - Босна и Херцеговина - Замбија - Еквадор - Индонезија | - Јамајка - Киргистан - Македонија - Мароко | - Обала Слоноваче - Перу - Србија - Тунис | - Уганда - Црна Гора - Шри Ланка |  |